# Bisó antic
El bisó antic (Bison antiquus) fou l'herbívor més gros de Nord-amèrica durant més de 10.000 anys i és un avantpassat directe de l'actual bisó americà. Era més alt, tenia ossos i banyes més grossos i era entre un 15 i 25% més grossos en general que el bisó modern. De punta a punta, les banyes del bisó antic mesuraven gairebé un metre.
Durant l'edat de gel del Plistocè, el bisó estepari (Bison priscus), emigrà de Sibèria a Alaska. Aquesta espècie evolucionà cap al bisó de grans banyes (Bison latifrons) que visqué a Nord-amèrica durant 3 milions d'anys. Fa uns 22.000 anys, el bisó de banyes llargues anà donant pas al bisó antic. Els bisons antics foren abundants entre fa 18.000 i 10.000 anys, quan s'extingiren, juntament amb la majoria de la megafauna del Plistocè. El bisó antic és l'herbívor que més comunament s'ha recuperat dels pous de quitrà de La Brea.

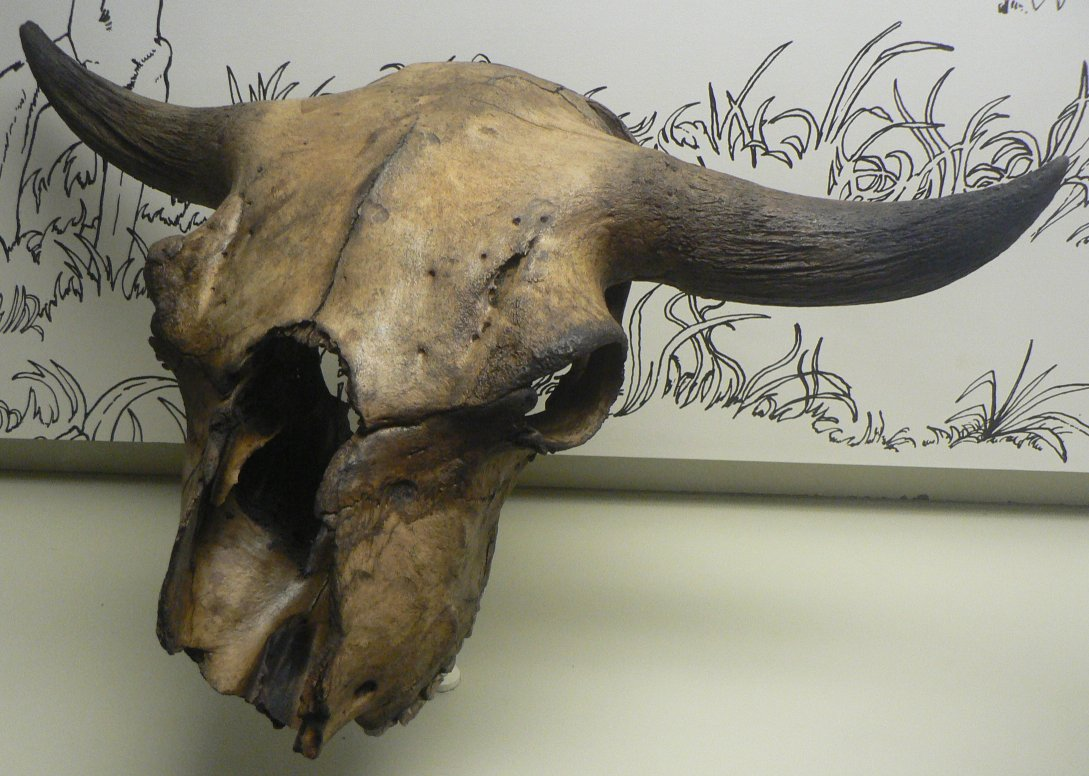
Crani